# Pedernales (provins)
Pedernales är en provins i sydvästra Dominikanska republiken. Den totala folkmängden är cirka 25 000 invånare och den administrativa huvudorten är Pedernales. Nationalparken Jaragua tillhör provinsen, likaså Beataön (en av landets största öar) utanför sydkusten.

## Administrativ indelning
Provinsen är indelad i två kommuner och två kommundistrikt:
- Oviedo
  - Juancho (kommundistrikt)
- Pedernales
  - José Francisco Peña Gómez (kommundistrikt)